# Untitled world
「Untitled world」（アンタイトル・ワールド）は、ReoNaの楽曲。2020年7月1日に配信限定シングルとして、SACRA MUSICから発売された。

## 概要
表題曲「Untitled world」は、スマホRPG『アークナイツ』新章リリースのタイミングに合わせてフル配信がスタートした。配信ジャケットにはアーミヤが描かれている。楽曲制作は神崎エルザ名義の「Dancer in the Discord」と同じクリエイター編成。
PV制作はA-1 Picturesが担当しており、第六章をテーマとしたアニメーションとなっている。

## チャート成績
7月1日付のオリコンデイリー デジタルシングル（単曲）ランキングでは3,293ダウンロードを記録。
その後、6月29日～7月5日集計の7月13日付 オリコン週間 デジタルシングル（単曲）ランキングでは初動6,938ダウンロードを売り上げ、9位を獲得した。

## 収録内容
| #         | タイトル           | 作詞       | 作曲      | 編曲      | 時間 |
| --------- | ------------------ | ---------- | --------- | --------- | ---- |
| 1.        | 「Untitled world」 | 草野華余子 | 毛蟹      | 堀江晶太  | 4:07 |
| 合計時間: | 合計時間:          | 合計時間:  | 合計時間: | 合計時間: | 4:07 |

## 参加ミュージシャン
※出典
- Drums：比田井修
- Bass：二村学
- Guitar：堀崎翔
- Piano：荒幡亮平

## タイアップ
- スマホRPG『アークナイツ- 明日方舟 -』中国版1stアニバーサリー主題歌[7]

## リリース日一覧
| 地域 | リリース日   | 形態                   | 配信サイト                    |
| ---- | ------------ | ---------------------- | ----------------------------- |
| 日本 | 2020年7月1日 | デジタル・ダウンロード | Untitled world - iTunes Store |
| 日本 | 2020年7月1日 | デジタル・ダウンロード | Untitled world - mora         |
| 日本 | 2020年7月1日 | デジタル・ダウンロード | Untitled world - レコチョク   |
| 日本 | 2020年7月1日 | デジタル・ダウンロード | Untitled world - animelo mix  |